# Восточный мир

«Восточный мир» является географически частью Азии

Понятие Восточный Мир (также Восток, лат. Orient) возникло в западной, европейской культуре и как правило относится к различным локальным, региональным цивилизациям, странам, культурам и народам, религиям и философским учениям, связанным с Востоком Старого Материка (Евразии) — Азии — то есть находящимся в пространстве к востоку от Запада (Европы) и, со времён эпохи Великих географических открытий, также к северу от Океании (таким образом, понятие связано с цивилизацией Старого Материка, Земли Поднебесной, а не многочисленными островами океана).
Этот термин обычно не используется людьми на собственно Востоке, так как «Восточный мир» представляет собой разнообразный и многосоставный регион, который трудно обобщить, и хотя у народов и государствах, находящихся в его пределах, есть много общего, что их объединяет, исторически им никогда не нужно было определять себе под общим наименованием как противоположность другой цивилизации или народности. Первоначально термин имел буквальный географический смысл, относящийся к восточной части Старого Света, противопоставляя культуры и цивилизации Азии тем, которые были в Европе (на Западе). Традиционно он включает в себя всю Центральную, Северную и Восточную Азию (Дальний Восток), Западную Азию (Ближний Восток), Юго-Восточную Азию и Южную Азию (Индийский субконтинент).

## Азиатская концепция

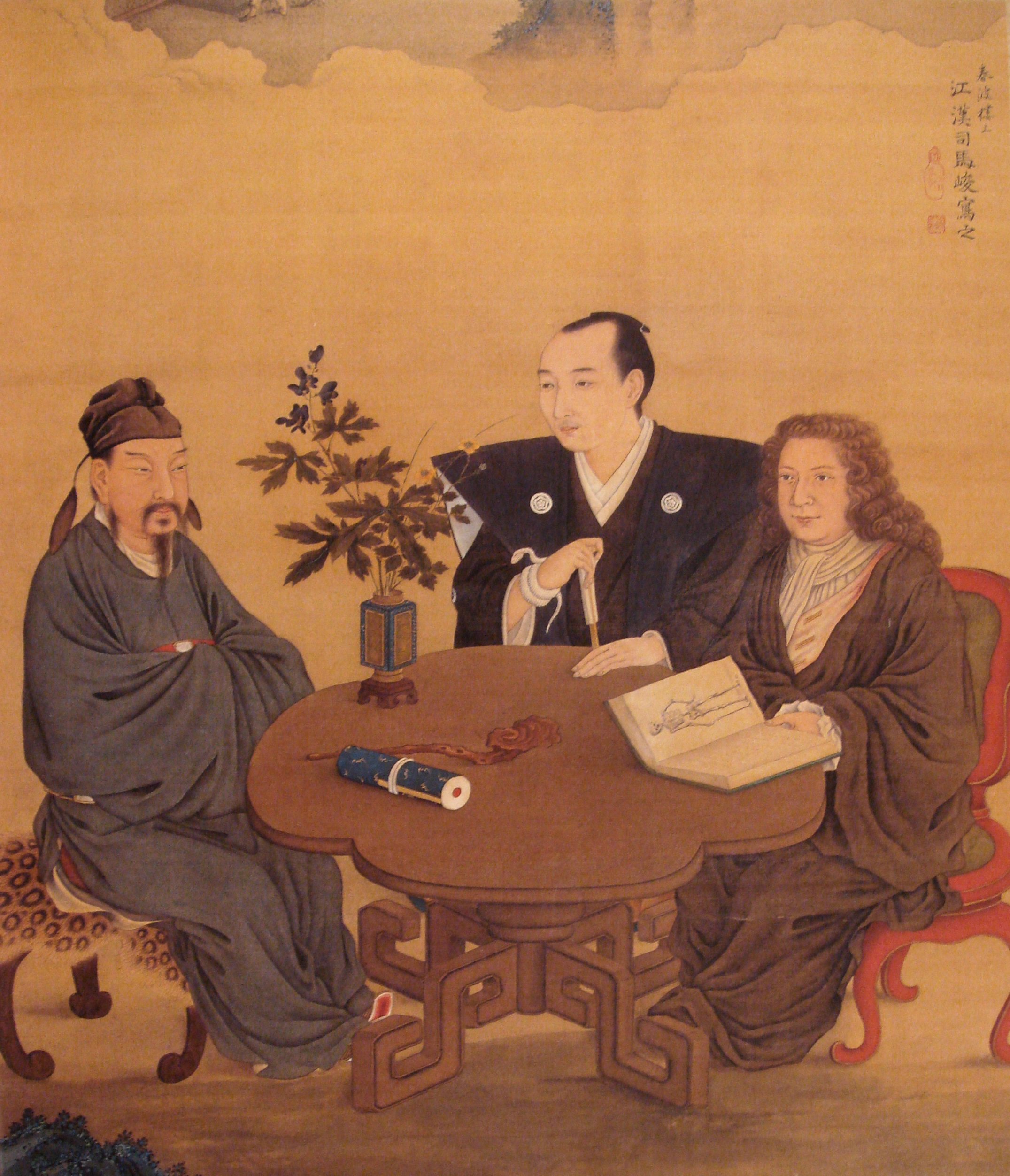
«Встреча Японии, Китая и Запада», гравюра Сиба Кокана

Концепция единого азиатского народа, а не только азиатов-монголоидов, ещё более спорна из-за того, что бо́льшая часть мира связывает культурную идентичность Азии только с людьми Южной, Восточной и Юго-Восточной Азии, а такой регион, как Западная Азия — хотя географически он относится к «Восточному миру» — состоит из европеоидных арабских стран Ближнего Востока, Израиля, Турции, Ирана. Этнические группы, которые населяют Западную Азию и Ближний Восток, не включаются в общий азиатский народ ни всем миром, ни самими народами Западной Азии в целом, имея самобытный строй общественности и культурную идентичность — культуру, отличную от культур стран Центральной, Восточной, Южной и Юго-Восточной Азии. Еще одна причина, почему паназиатская культурная идентичность является ошибочной концепцией и не развивается по сравнению с концепцией Европы и Африки, заключается в том, что Азия является самым разнообразным регионом в мире в расовом, этническом и религиозном отношении. Она имеет самое большое население и площадь в мире, состоит из очень разнообразных и не похожих друг на друга культур, экономик, различных исторических связей и государственных систем. В связи с этим в Азии очень распространён культурный и этнический индивидуализм народов: так, большинство азиатских народов предпочитают отождествлять себя со своими отдельными странами, а не с их континентом, регионом или друг с другом, что наблюдается в Азии повсеместно.
Разделение между «Востоком» и «Западом» исходит от европейской культуры и истории и отражает различие между европейским христианским миром и культурами за его пределами на Востоке. С европейской колонизацией Америки различие «Восток / Запад» стало в Европе всеобще принимаемым. Концепция восточной, «индийской» (Ост-Индия) или «восточной» сферы была подчеркнута идеями расовых, а также религиозных и культурных различий. Эти различия были описаны западниками в научной традиции, известной как ориентализм и индология. 

## Европейские концепции

█ капиталистические страны
█ социалистические страны
█ «Третий мир» — неприсоединившиеся страны
(ок. 1974)

В период Холодной войны термин «Восточный мир» иногда использовался по отношению к Восточному блоку и включал таким образом Советский Союз, Китай и их коммунистических союзников, в то время как термин «Западный мир» часто ассоциировался с Соединёнными Штатами и их союзниками по НАТО, такими как Великобритания.
Эта концепция часто является ещё одним термином для Дальнего Востока — региона, отличающемуся значительной культурной и религиозной общностью. Восточная философия, искусство, литература и другие традиции часто встречаются во всём этом регионе в таких областях, как популярная культура, архитектура и традиционная литература.
Турцию и Израиль, которые географически частично или полностью расположены в «Восточном мире», иногда относят и к Западу, и считаются вестернизированными из-за исторического, культурного и политического влияния Европы.

## Восточная культура

Часть восточного мира «Восточный мир», «Дальний Восток», состоит из трех перекрывающихся культурных блоков: Восточной Азии (зеленый), Южной Азии (оранжевый) и Юго-Восточной Азии (синий)

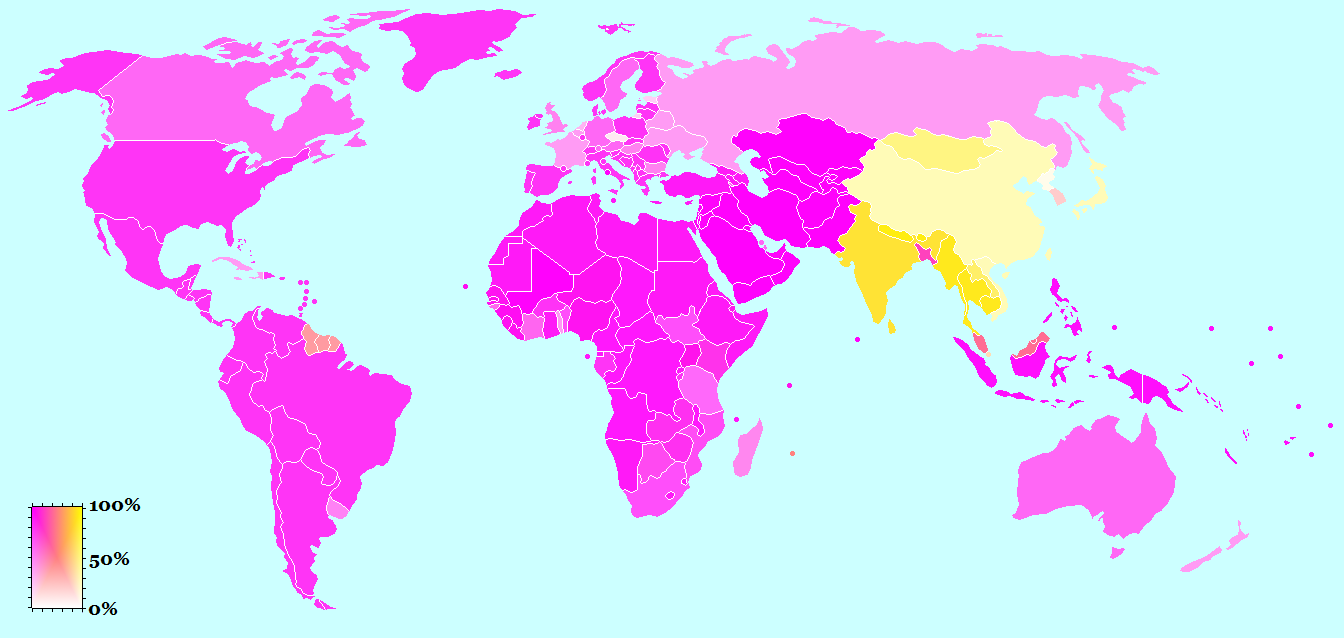
Распределение двух основных семей мировых религий подчеркивает религиозную разницу между Востоком и остальным миром (авраамические религии в фиолетовых, восточные религии в желтых тонах)

Восточноазиатский культурный регион

Ближневосточный культурный регион

Регион культуры деси

К восточной культуре восходит много религий и традиций. Некоторые важнейшие из них:
- Авраамические религии
  - Христианство
  - Ислам
  - Иудаизм
- Зороастризм
- Восточные религии[англ.] / Восточная философия
  - Индийские религии
    - Буддизм
    - индуизм
    - джайнизм
    - Сикхизм

  - Даосские религии
    - Китайская народная религия
    - Конфуцианство
    - Синтоизм
    - Даосизм
- Кинематограф Азии
  - Китайское кино
  - Гонконгский кинотеатр
  - Индийское кино
  - Японское кино
  - Корейское кино
  - Тайваньское кино
- Ближневосточная кухня
  - Арабская кухня
  - Иранская кухня
  - Турецкая кухня
  - Ливанская кухня
  - Израильская кухня
  - Еврейская кухня
  - Курдская кухня
  - Ассирийская кухня
- Азиатско-Тихоокеанская кухня
  - Китайская кухня
  - Гонконгская кухня
  - Индийская кухня
  - Японская кухня
  - Индонезийская кухня
  - Филиппинская кухня
  - Корейская кухня
  - Тайваньская кухня
  - Вьетнамская кухня
  - Монгольская кухня
- Культура Азии
  - Культура Индонезии
  - Культура Индии
  - Культура Японии
  - Культура Ирана
  - Культура Южной Кореи
  - Культура Китая
  - Культура Таиланда
  - Культура Шри-Ланки
  - Культура Пакистана
    - Другие (пограничные) культуры

  - Культура Ливана
  - Культура Израиля (Еврейская культура)
  - Культура Турции
- Восточная медицина
  - Аюрведа
  - китайская медицина
  - Kampo
  - Корейская традиционная медицина
  - Традиционная тибетская медицина
  - Традиционная вьетнамская медицина

### Галерея

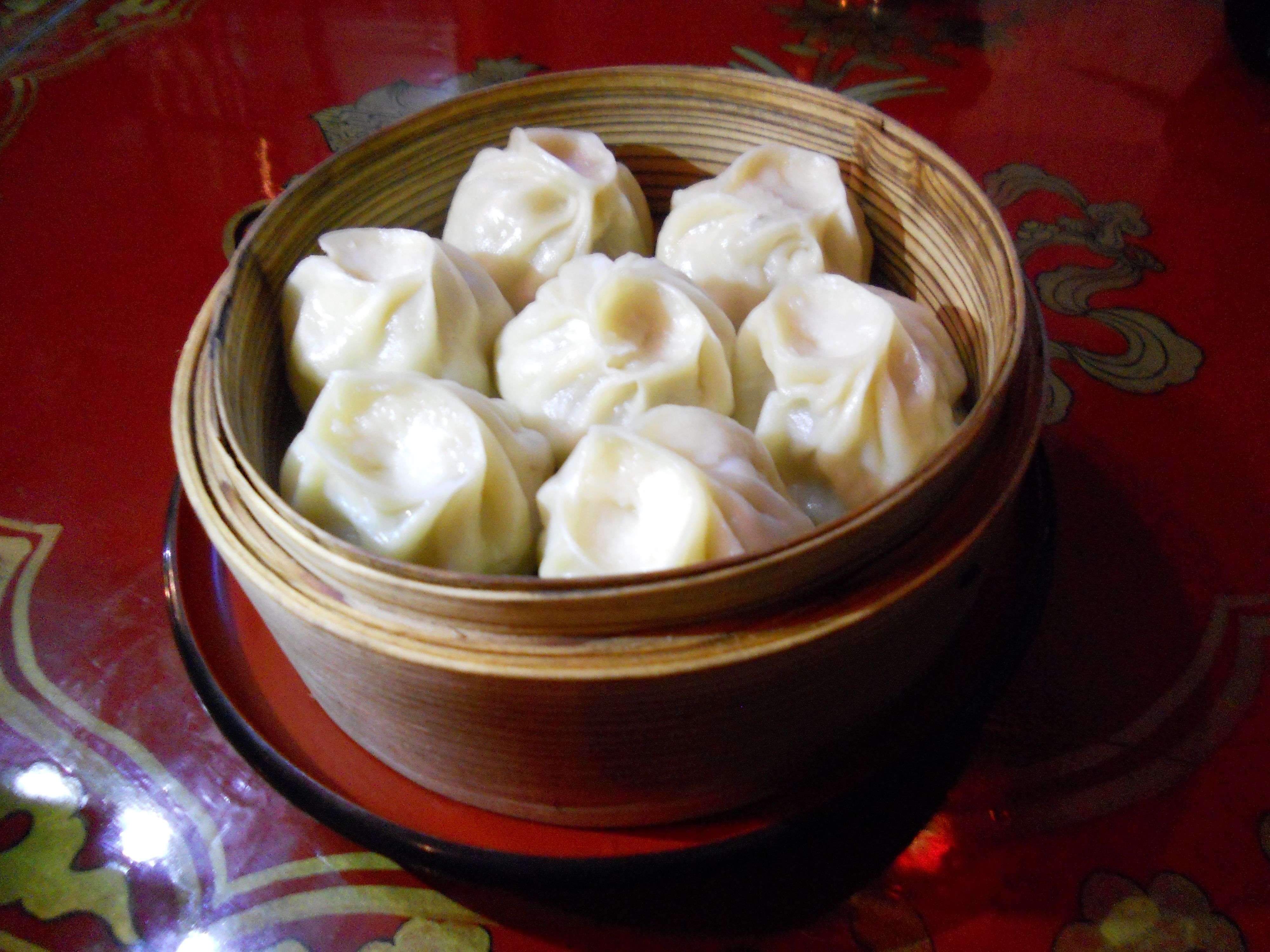
Монгольский Позы
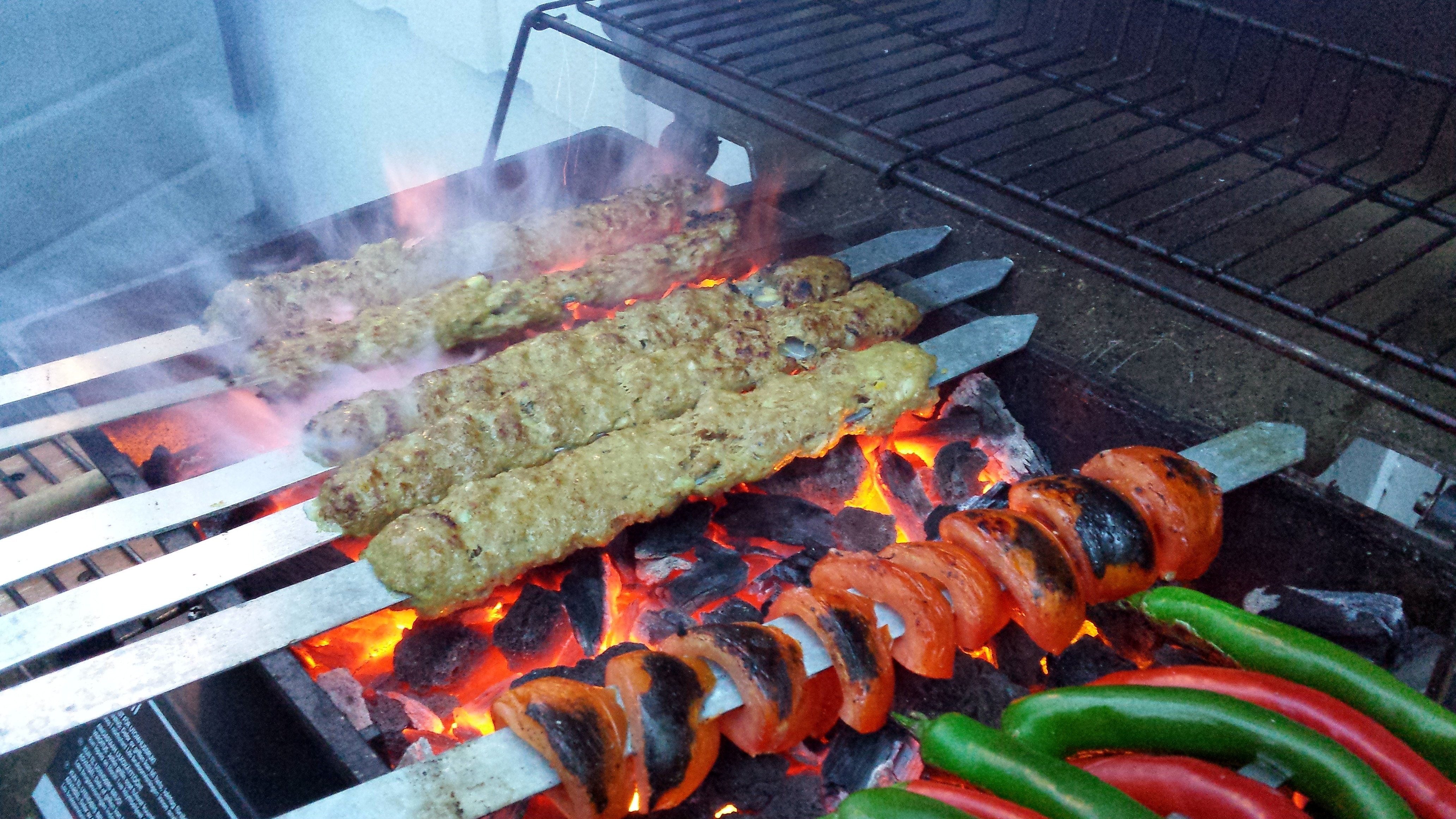
Кебаб - популярное блюдо среди жителей Среднего Востока.
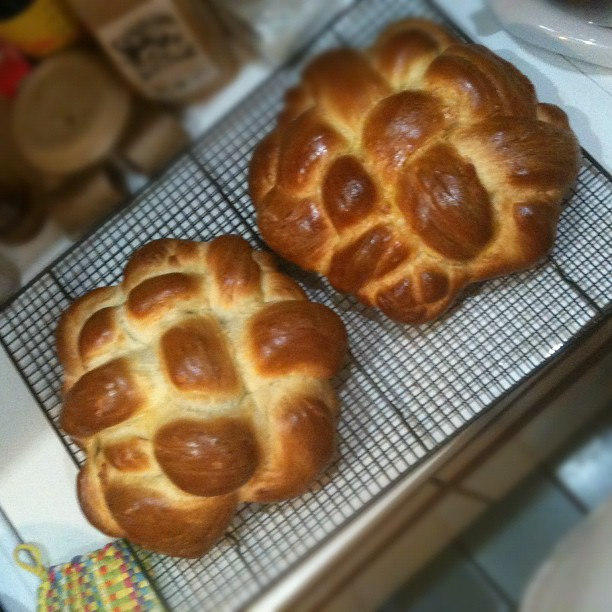
Круглая хала, особый хлеб в еврейской кухне.
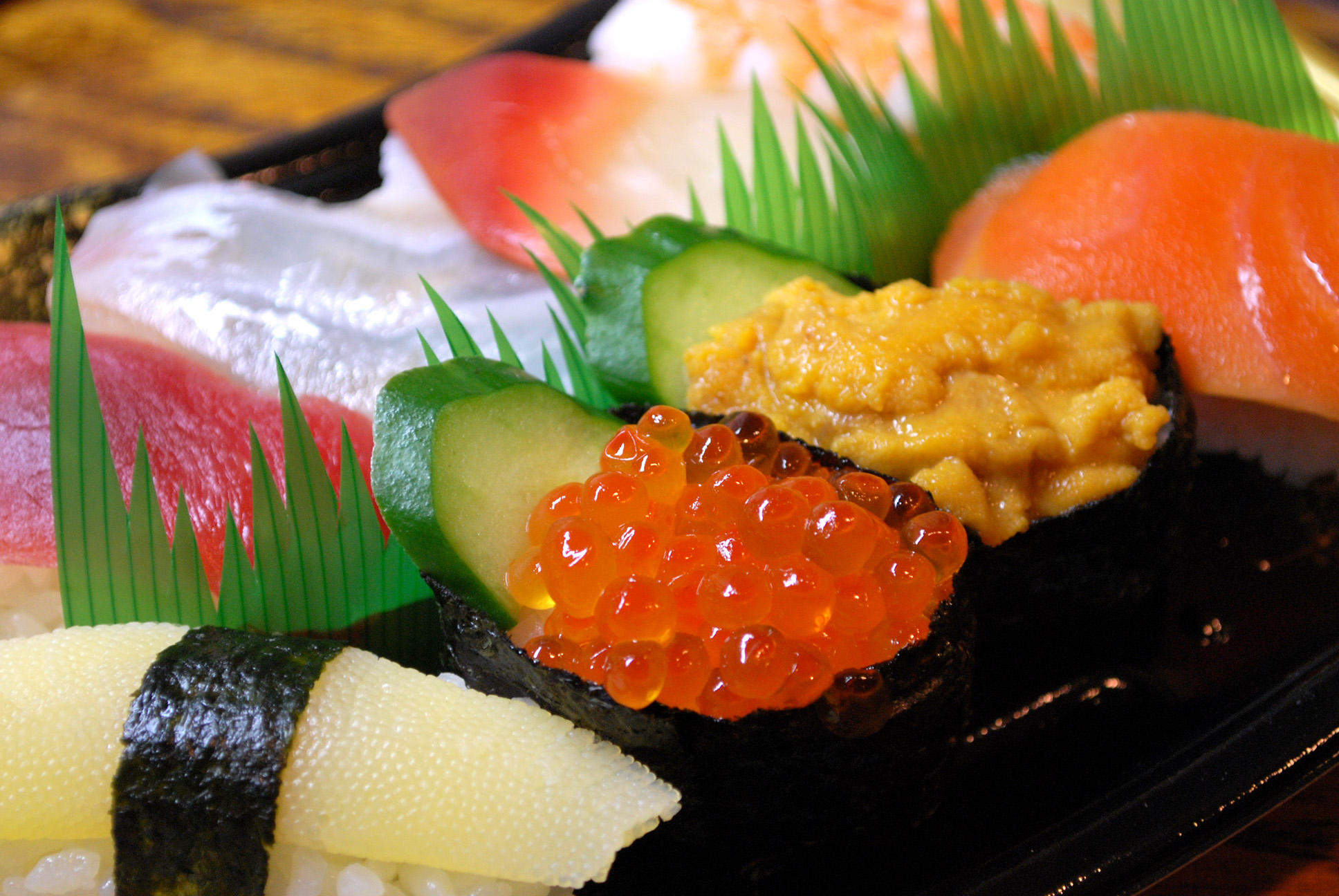
Суши стали распространяться даже среди западных жителей.
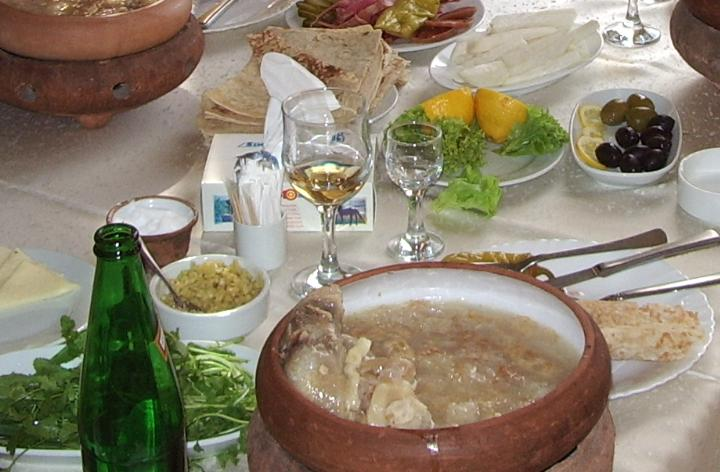
Армянский хаш (или пача), который также обычно употребляется ассирийцами, арабами и курдами.
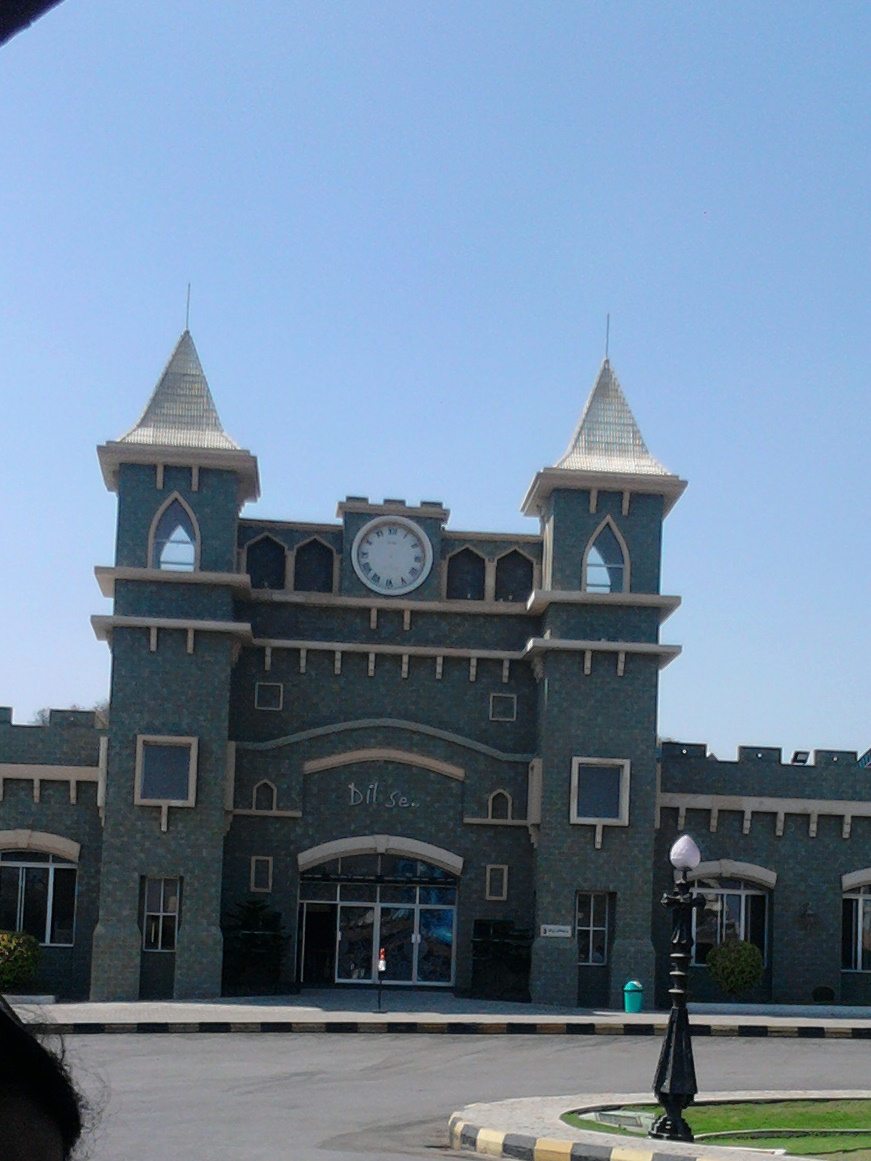
Ramoji Film City, расположенная в Хайдарабаде, вписана в Книгу рекордов Гиннесса как крупнейшая в мире киностудия.
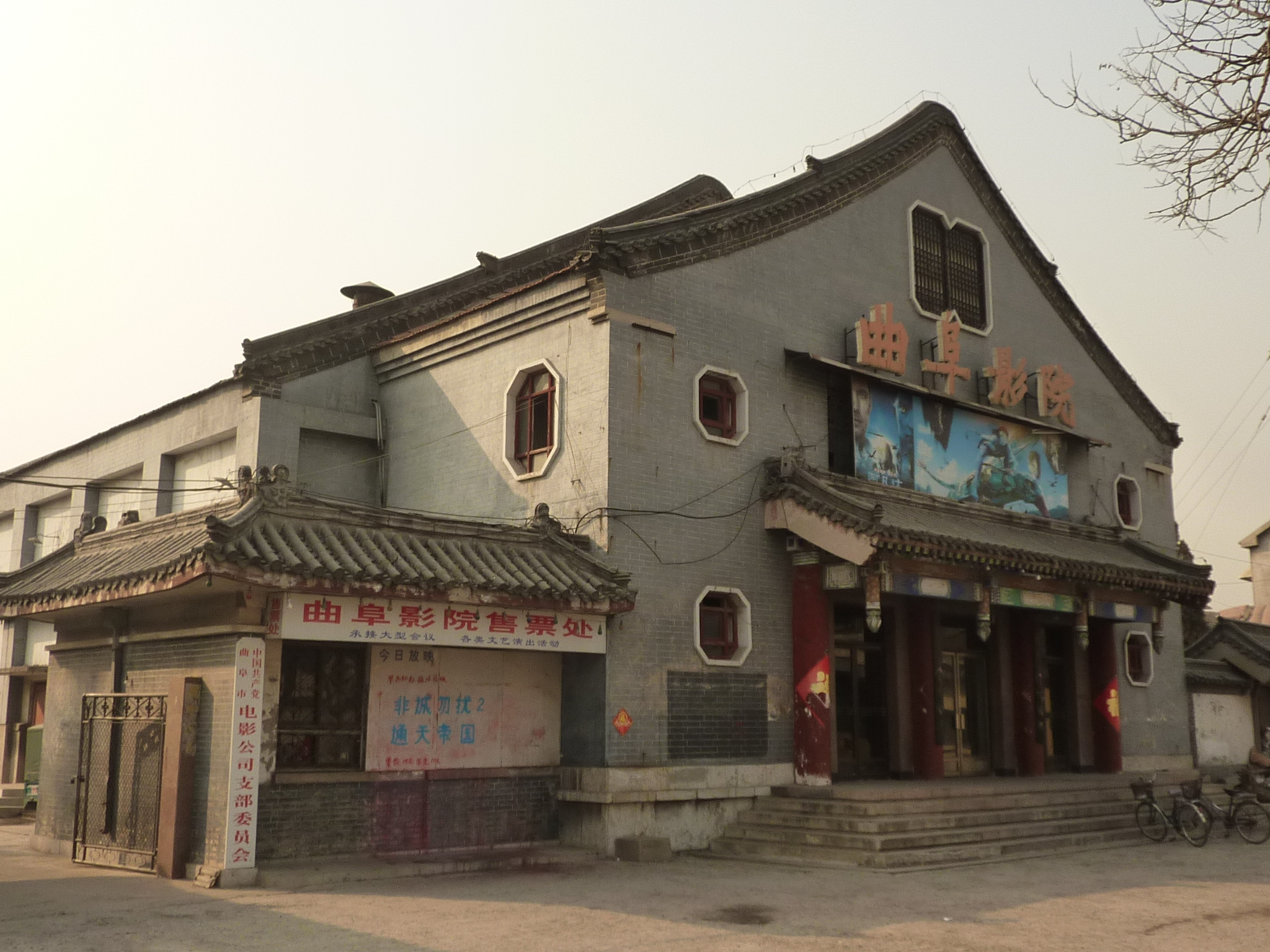
Кинотеатр в Цюйфу, Шаньдун
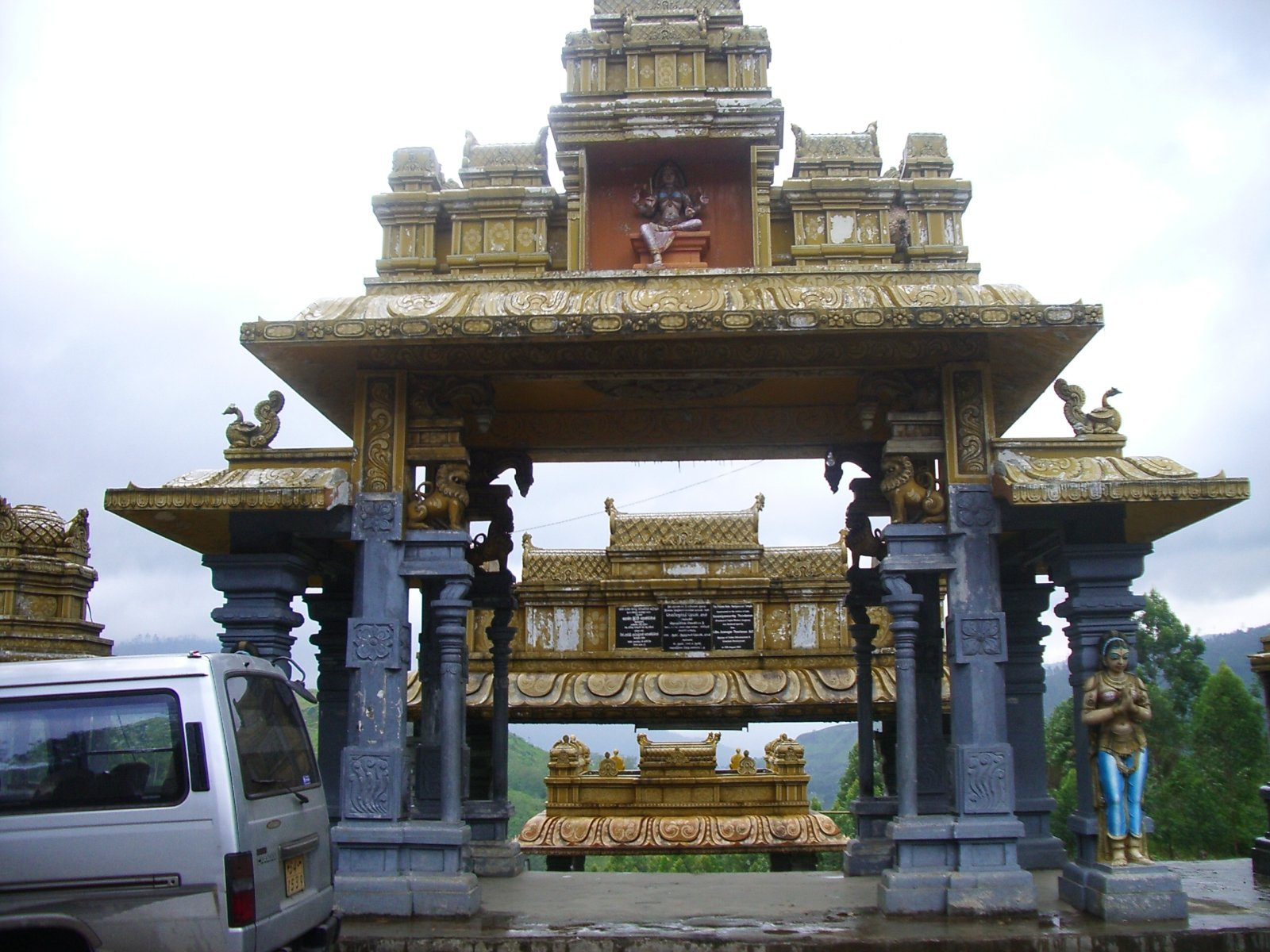
Индуистский храм в Шри-Ланке.
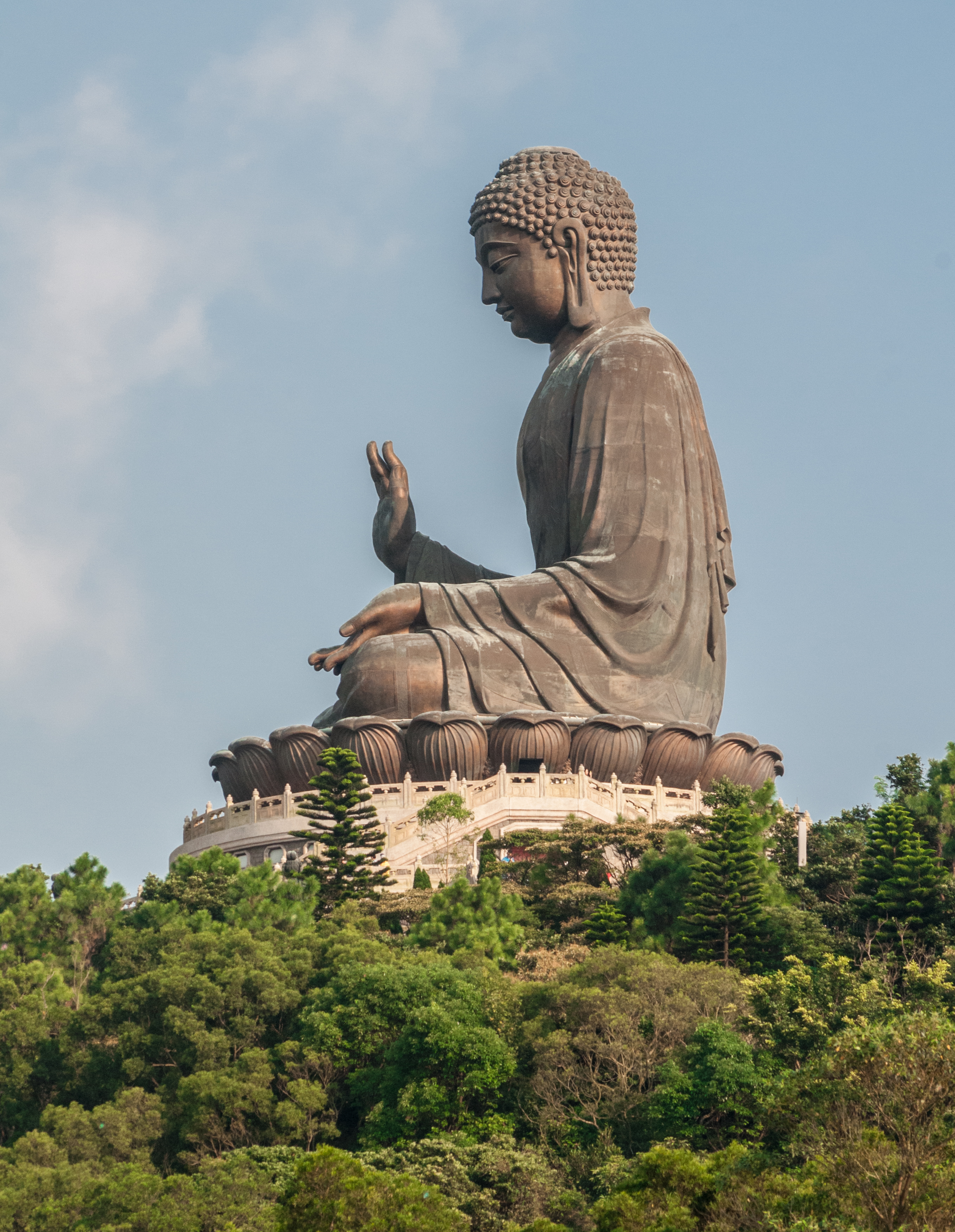
Большой Будда — статуя в Гонконге.
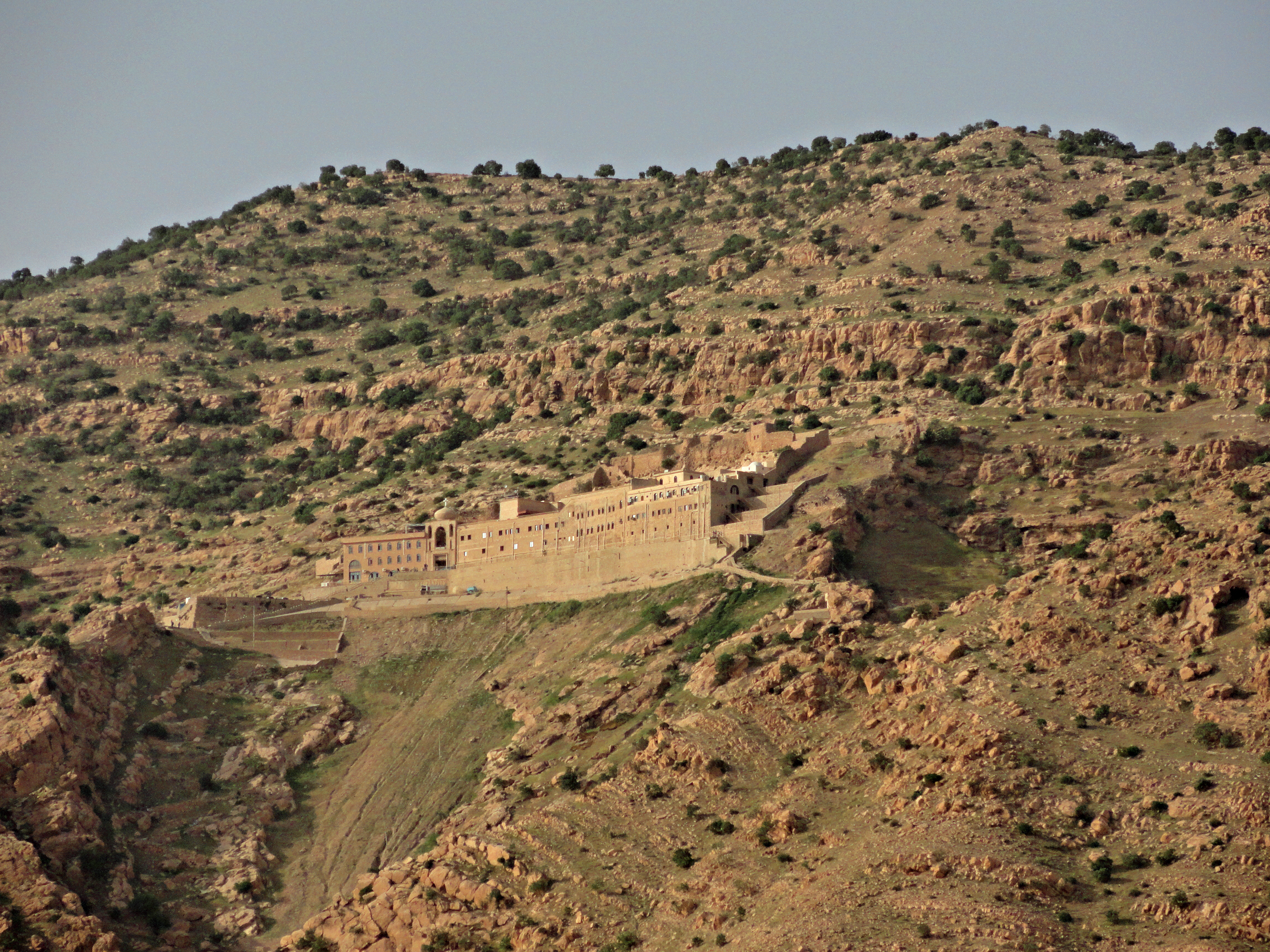
Монастырь Мар-Маттай, расположенный на вершине Альфафа в северном Ираке, признаётся в качестве одного из старейших существующих христианских монастырей.
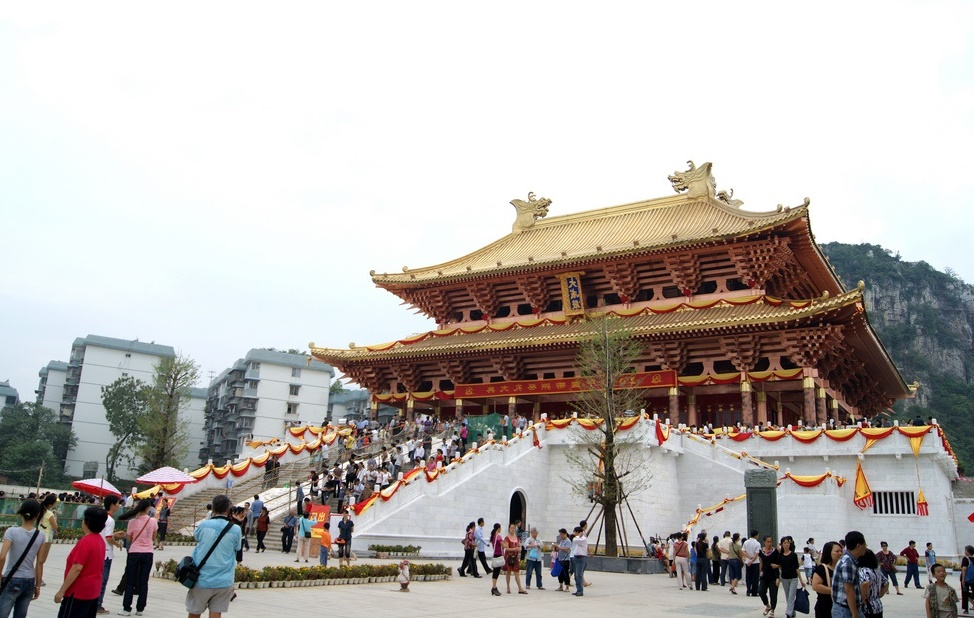
Храм Конфуция в Лючжоу, Гуанси.
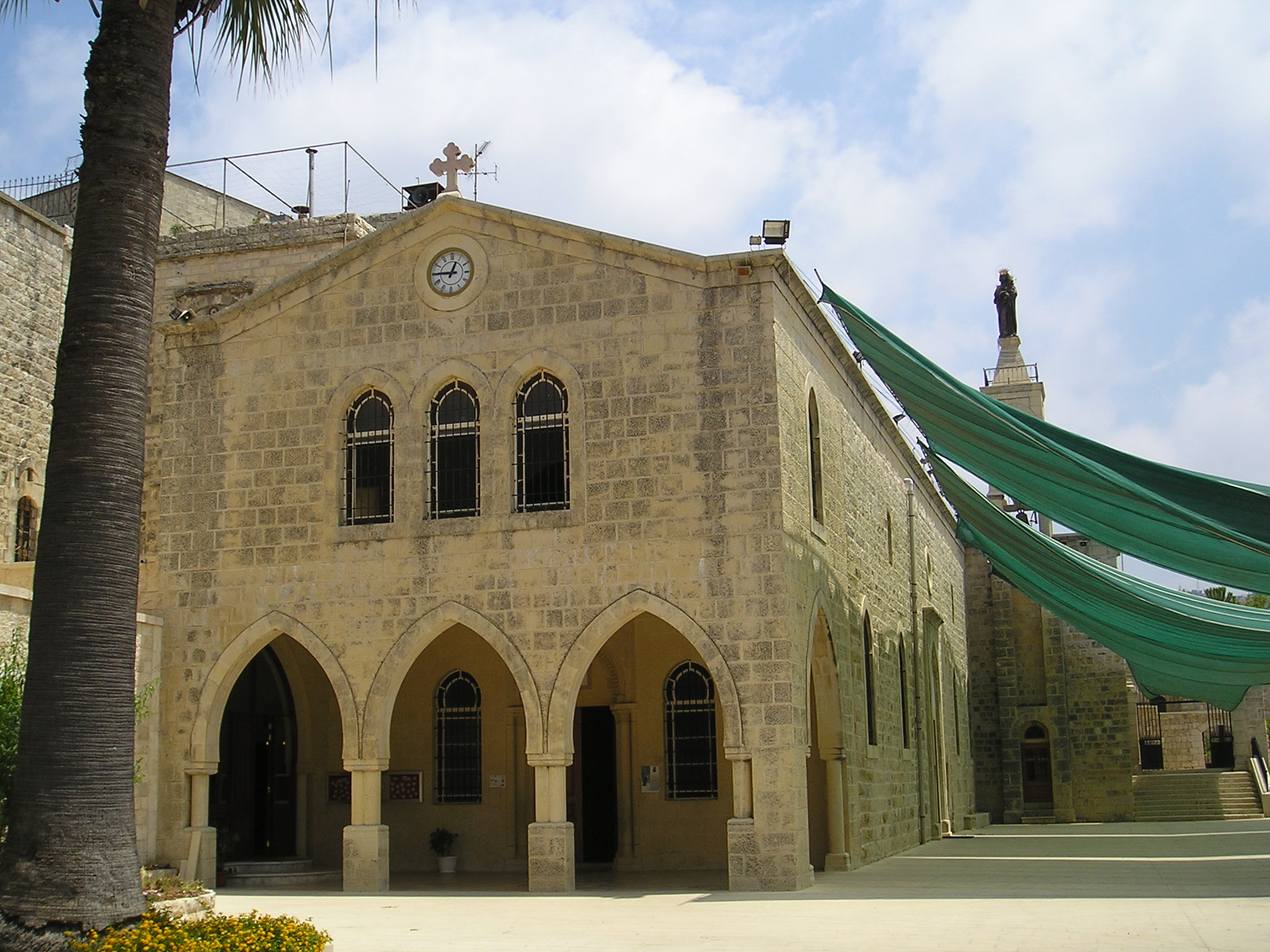
Маронитская церковь в Ливане.
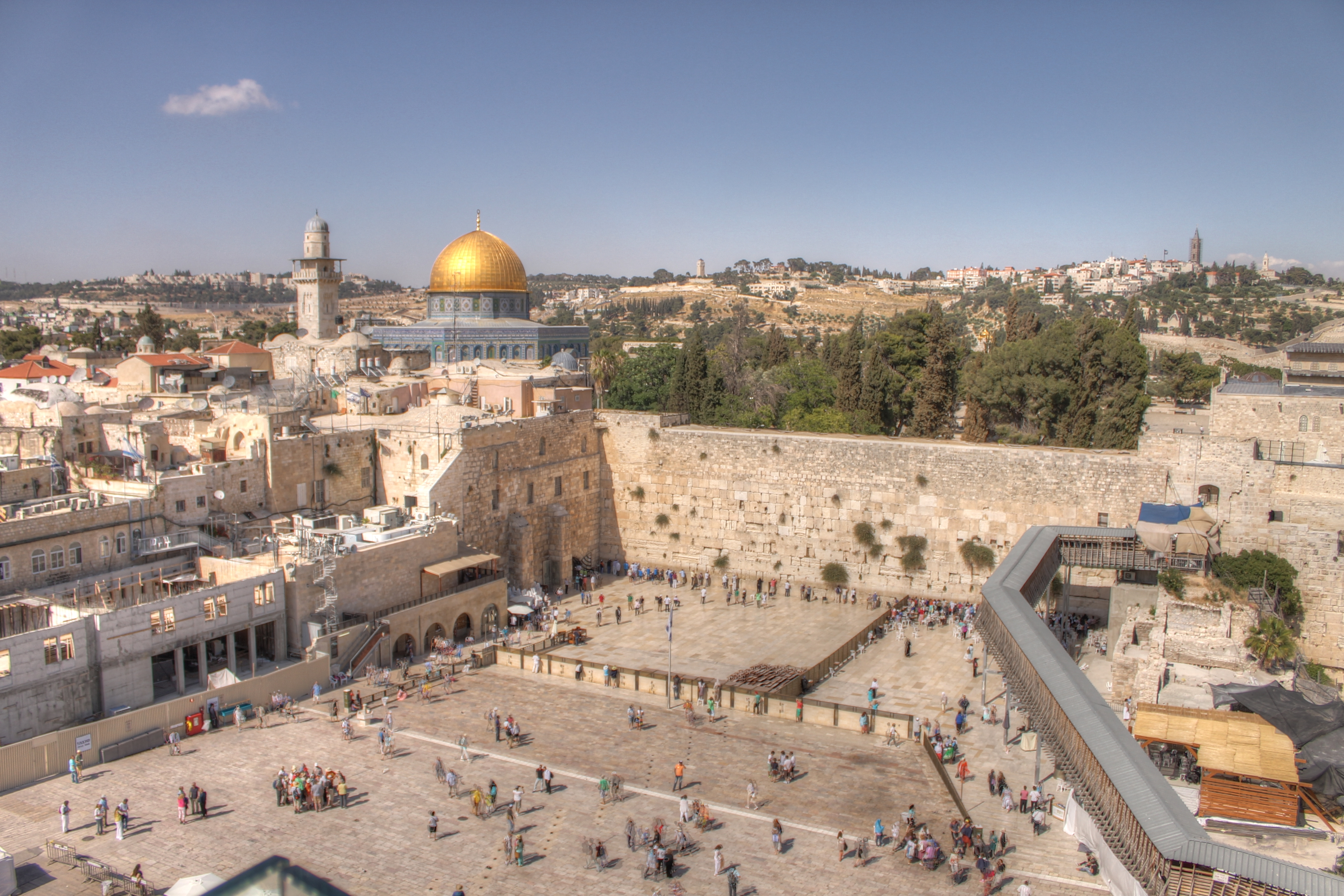
Западная стена и Купол Скалы в Иерусалиме.
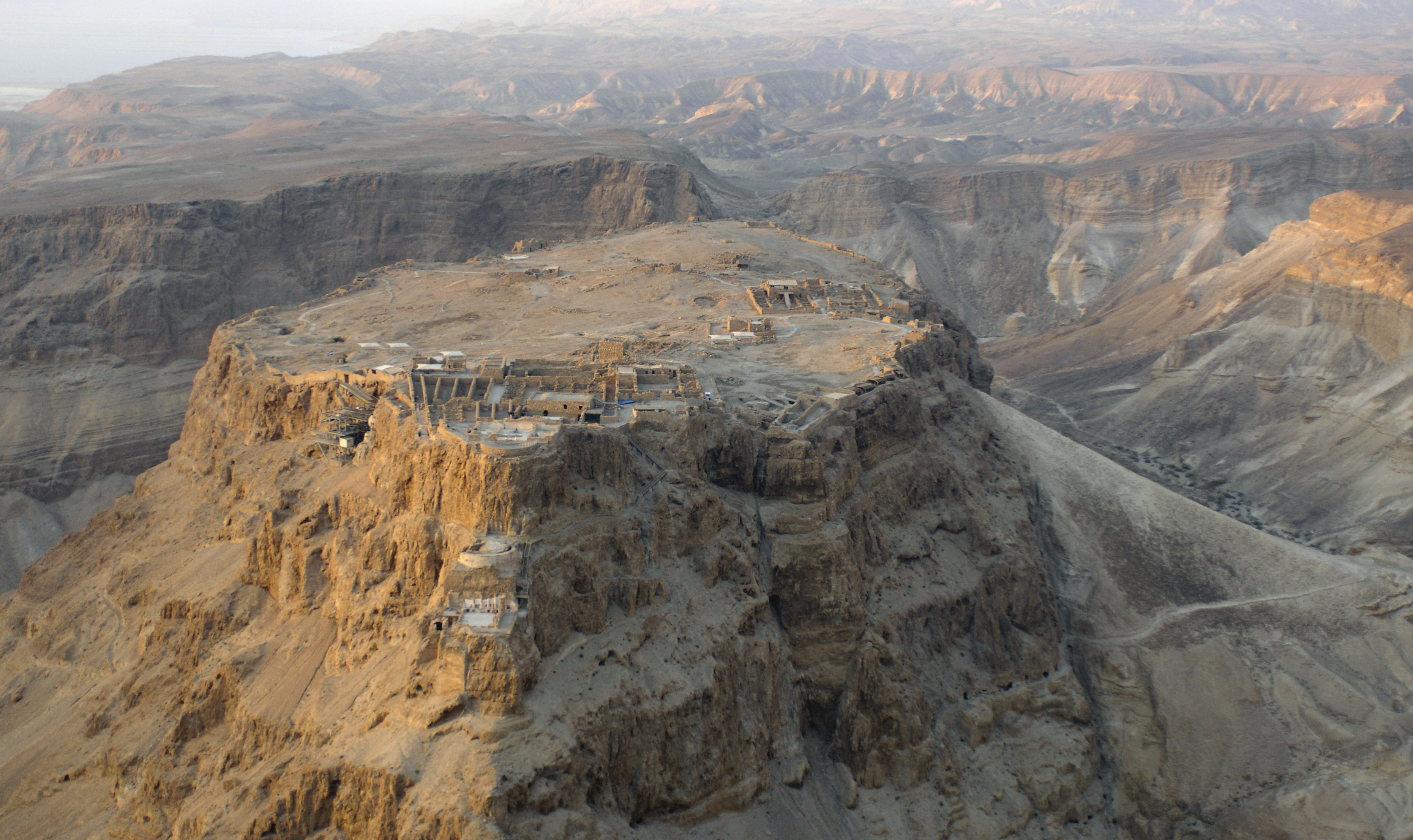
Аэрофотосъемка Масады, Израиль
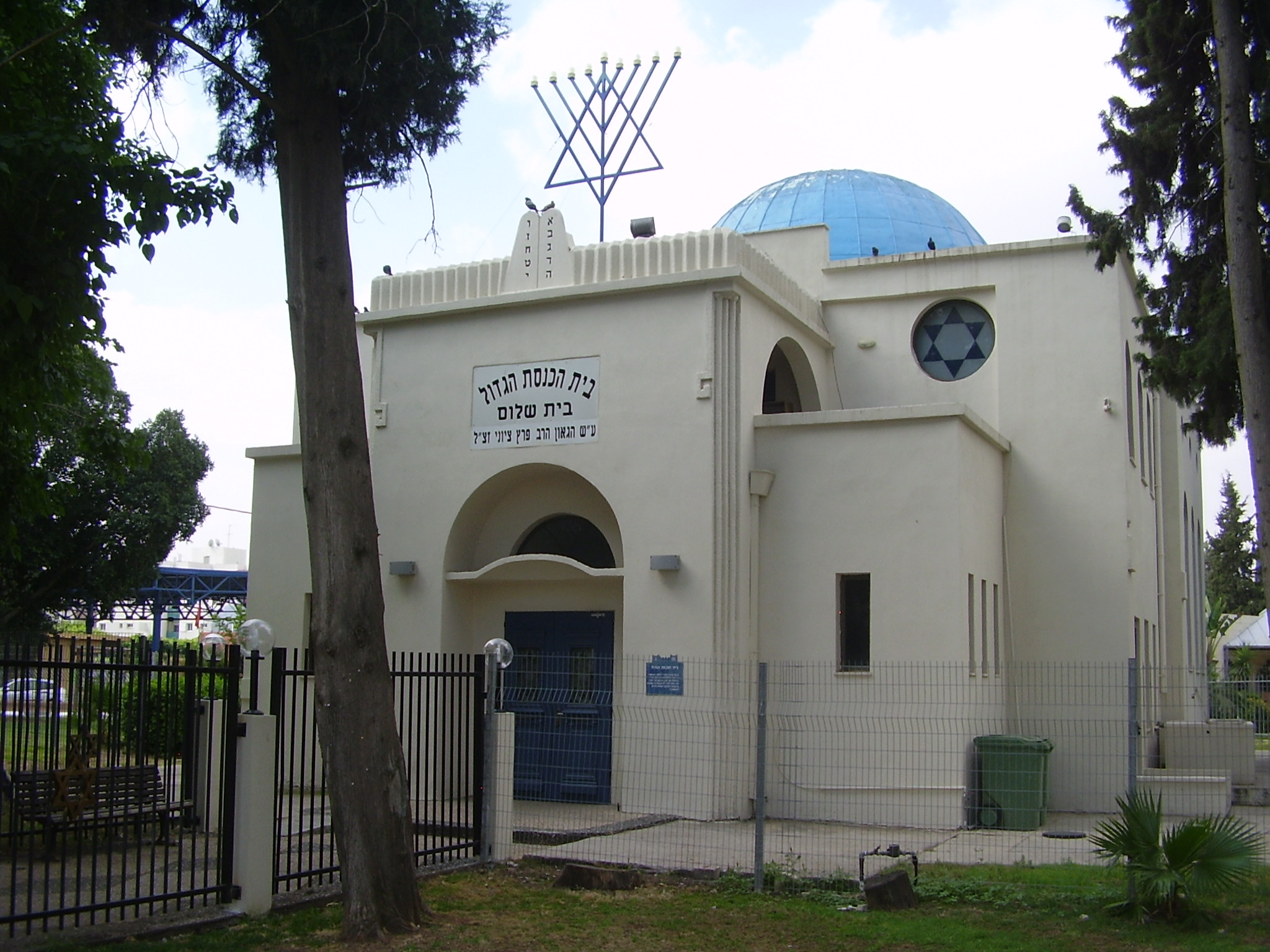
Большая синагога в Афуле, Израиль
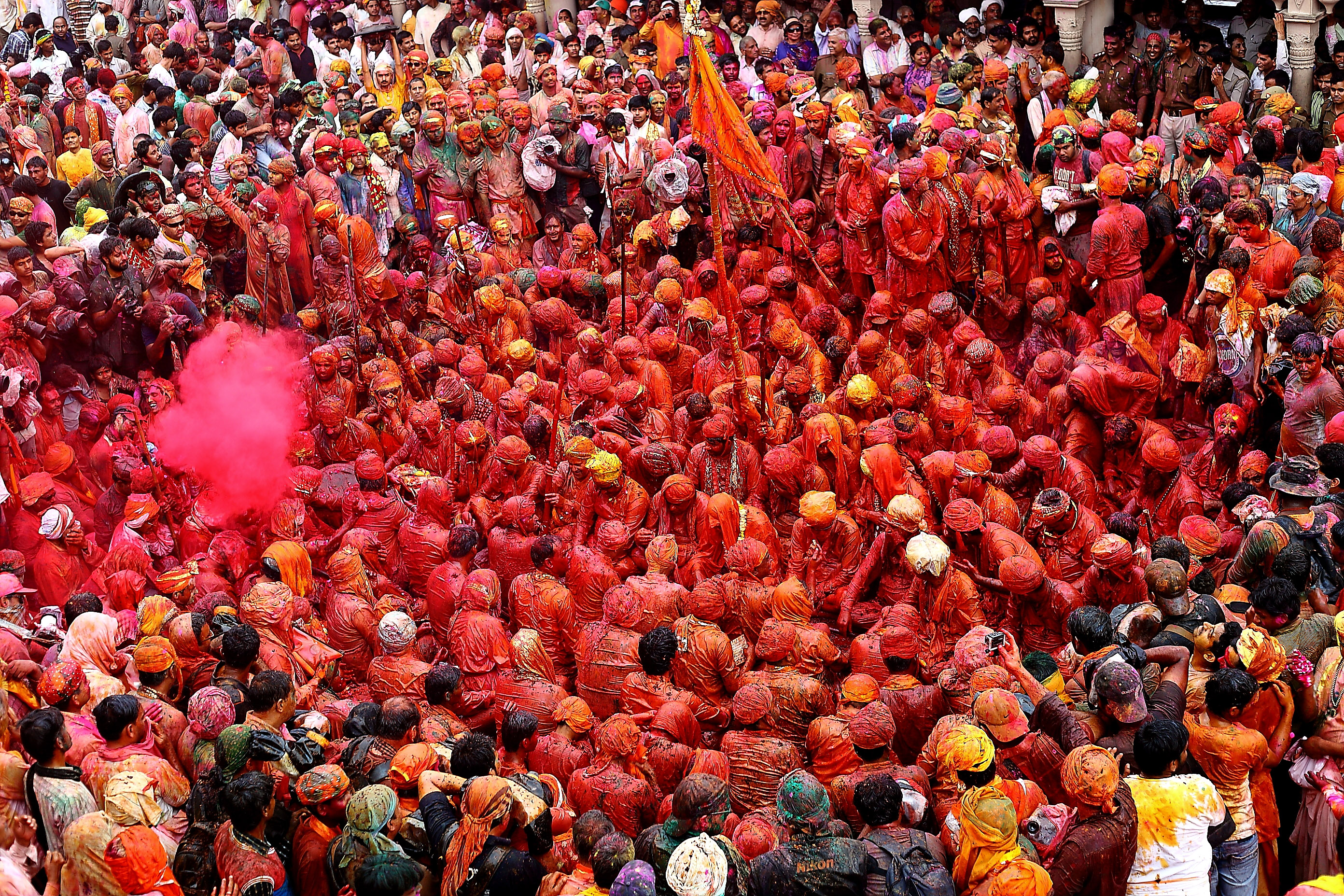
Празднование Холи в храме Кришны, Матхура